# Remilly-les-Pothées

Remilly-les-Pothées este o comună în departamentul Ardennes din nordul Franței. În 1 ianuarie 2022 avea o populație de 263 de locuitori.